# پروتکل الحاقی به معاهده منع گسترش سلاح‌های هسته‌ای
پروتکل الحاقی به معاهده منع گسترش سلاح‌های هسته‌ای ۲+۹۳ سندی است که به منظور تقویت کارایی سیستم پادمان در راستای مشارکت در اهداف منع گسترش هسته‌ای جهانی، برای کشورهایی که دارای موافقت‌نامه پادمان با آژانس بین‌المللی انرژی اتمی هستند، طراحی شده‌است. کشورهای عضو آژانس باید این پروتکل را به عنوان «ضمیمه توافق جامع پادمان» می‌پذیرفتند.
بر پایهٔ پروتکل الحاقی، بازرسی حق آژانس است و برخلاف بازرسی ویژه نیازی به تصویب شورای حکام آژانس بین‌المللی انرژی اتمی ندارد. از سوی دیگر، آژانس در بازرسی‌های خود برمبنای پیوند نامهٔ پیوستی حق دارد به هر جایی که برای انجام وظایف خود ضروری می‌داند، دسترسی پیدا کند. این نوع بازرسی بیشتر برای فعالیت‌های اظهارنشده طراحی شده و درواقع، می‌توان از آن به بازرسی‌های مدیریتی تعبیر کرد.

## عضویت ایران
جمهوری اسلامی ایران در تاریخ ۸۲/۹/۲۷ به این پروتکل پیوست. در مهرماه ۱۳۸۲ و در جریان حضور هم‌زمان وزاری امور خارجه بریتانیا، فرانسه و آلمان در تهران،(مذاکرات سعدآباد) تیم مذاکره‌کننده ایران به سرپرستی حسن روحانی، دبیر وقت شورای عالی امنیت ملی، در اقدامی که هدف آن «اعتمادسازی» با کشورهای اروپایی بود، تصمیم گرفت «به‌طور داوطلبانه» پروتکل الحاقی را امضا و اجرا کند. اما ایران در ۵ اسفند ۱۳۹۹ با توجه به قانون مجلس از این پروتکل بیرون آمد و الان دیگر این پروتکل را اجرا نمی کند.

## مفاد پروتکل الحاقی
پروتکل الحاقی مشتمل بر ۱۸ ماده است:
- ماده ۱ پروتکل، تصریح می‌کند «مقررات موافقت‌نامه پادمان، تا جایی که با مقررات این پروتکل مرتبط و منطبق باشند، در این پروتکل اعمال خواهد شد. در صورت وجود تناقض بین مقررات موافقت‌نامه پادمان و این پروتکل، مقررات این پروتکل حاکم خواهد بود.»
- مواد ۲ و ۳ نیز در رابطه با ارائه اطلاعات است که ماده ۳ خود شامل ۳ بخش است:
  - ۲–۱- ارائه اطلاعات مورد لزوم توسط کشور عضو برای آژانس که شامل موارد زیر است:
    - الف) شرح کلی و نیز اطلاعات مشخص‌کننده مکان اجرای فعالیت‌های تحقیق و توسعه مرتبط با چرخه سوخت هسته‌ای که در آن‌ها از مواد هسته‌ای استفاده نمی‌شود و در هر جایی که توسط کشور تأمین هزینه شود، پروانه فعالیت دریافت کند، کنترل یا از طرف کشور اجرا شود.
    - ب) اطلاعات تعیین شده توسط آژانس و مورد توافق کشور، در مورد فعالیت‌های بهره‌برداری مرتبط با پادمان در مؤسسات و مکان‌های خارج از مؤسسات که در آن‌ها مواد هسته‌ای به‌طور معمول استفاده می‌شود.
    - ج) شرح کلی در مورد ساختمان در هر ساختگاه (Site)، شامل کاربری آن و ذکر محتویات آن در صورتی که در شرح کلی روشن و کافی نباشد، نقشه‌ای از سایت نیز باید همراه با شرح کلی باشد.
    - د) اطلاعات مربوط به معادن اورانیوم و کارخانجات تغلیظ اورانیوم و توریوم.
    - ه) اطلاعات مربوط به مواد چشمه که به ترکیب و خلوص مناسب جهت تولید سوخت یا غنی‌سازی ایزوتوپی نرسیده‌اند.
    - و) اطلاعات مربوط به صادرات و واردات موادی که بر اساس موافقت‌نامه 153/INFCIRC لازم به ارائه آن نبوده‌است.
    - ز) اطلاعت مربوط به موادی که از پادمان معاف شده‌اند (به‌طور مثال موادی که در فعالیت‌های غیر هسته‌ای استفاده می‌شوند).
    - ح) اطلاعات مربوط به پسمان‌هایی با پرتوزایی متوسط یا بالا شامل پلوتونیم، اورانیوم با غنای بالا یا اورانیوم ۲۳۳ که پادمان بر آن‌ها خاتمه یافته‌است.
    - ط) تجهیزات و مواد غیر هسته‌ای معین که در ضمیمه ۲ پروتکل فهرست شده‌است.
    - ی) برنامه کلی مرتبط با توسعه چرخه سوخت هسته‌ای طی ۱۰ سال آینده.

  - ۲–۲- شامل تعهد کشور عضو در مورد:
    - الف) شرح کلی و نیز اطلاعات مشخص‌کننده مکان اجرای فعالیت‌های تحقیق و توسعه مرتبط با چرخه سوخت هسته‌ای که در آن‌ها از موادی هسته‌ای استفاده نمی‌شود و در هر جایی توسط کشور عضو تأمین هزینه شده، پروانه فعالیت دریافت کند، کنترل یا از طرف آن کشور اجرا شود.
    - ب) شرح کلی از فعالیت‌ها و مشخصات اشخاص حقیقی و حقوقی جهت چنین فعالیت‌هایی، در مکان‌های شناسایی شده توسط آژانس در خارج از محلی که آژانس آن‌ها را عملاً مربوط به فعالیت‌های آن محل بداند ارائه چنین اطلاعاتی منوط به درخواست ویژه از جانب آژانس است و باید با مشورت با آژانس و به موقع انجام پذیرد.

  - ۲–۳- بنا به درخواست آژانس، کشور عضو باید در مورد هرگونه اطلاعاتی که بر طبق این ماده ارائه خواهد شد تا آنجا که به اهداف پادمان مربوط است، تفضیلات و توضیحات را در اختیار آژانس قرار دهد. ماده ۳ نیز اشاره می‌کند که اطلاعات مطرح شده در بندهای الف – (۱)، (۳)، (۴)، (۵)، (۶-الف)، (۷) و ماده ۲- ب (۱) باید ظرف ۱۸۰ روز از تاریخ اجرای این پروتکل در اختیار آژانس قرار گیرد. این اطلاعات من‌حیث‌المجموع شامل موارد زیر است:
    - این اطلاعات باید سالیانه به هنگام شود؛* اطلاعات سالیانه در مورد صادرات و واردات مواد هسته‌ای، هنوز به مرحله اعمال پادمان نرسیده‌اند؛* اطلاعات سه‌ماهه در مورد صادرات و واردات تجهیزات و مواد هسته‌ای مشخص شده در ضمیمه دو پروتکل الحاقی؛* اطلاعیه در مورد تغییرات در مکان‌های نگهداری پسمان‌هایی با پرتوزایی بالا و اطلاع قبلی به آژانس در مورد طرح‌های فرآوری بعدی این پسمان‌ها.
- ماده ۴ نیز در مورد دسترسی‌های تکمیلی صحبت می‌کند که از موارد اساسی و پایه‌ای اقدامات تحت این پروتکل است. این ماده تشریح می‌کند که چرا و چه موقع دسترسی‌های تکمیلی باید انجام شود. این دسترسی می‌تواند جهت اطمینان از فقدان هسته‌ای و فعالیت‌های انجام نشده و رفع سؤالات در ارتباط با صحیح و کامل بودن اطلاعات فراهم شده بر طبق ماده ۲ یا حل هر گونه تناقض در رابطه این اطلاعات باشد. دسترسی‌های تکمیلی همچنین می‌تواند جهت تأیید وضعیت برچیده شدن یک مؤسسه یا مکانی خارج از مؤسسات که معمولاً مواد هسته‌ای در آن‌ها به کار رفته‌اند باشد. این دسترسی باید به جز در مواردی که مربوط به بازدیدهای بررسی اطلاعات طراحی یا بازرسی‌های ویژه یا معمولی از آن سایت باشد و حداکثر ۲ ساعت یا کمتر از آن و در بقیه موارد حداقل ۲۴ ساعت قبل به اطلاع کشور مورد نظر رسانیده شود. همچنین ماده فوق فرصتی را جهت توضیح و موجبات تسهیل برای رفع شبهه یا تناقض هر مسئله مورد نظر را به کشور عضو می‌دهد. چنین فرصتی پیش از درخواست بازرسی فراهم شد مگر آنکه آژانس تشخیص دهد که تأخیر در بازرسی به هدف و منظور بازرسی لطمه می‌زند.
- ماده ۵ نیز تعهد کشورهای عضو را در مورد اجازه دسترسی به مکان‌های مورد نظر بیان می‌دارد. بند ج این ماده نیز اشعار می‌دارد که هر مکان تعیین شده توسط آژانس به غیر از مکان‌های اشاره شده در بندهای الف و ب این ماده جهت انجام نمونه برداری‌های محیطی مختص آن مکان، چنانچه کشور عضو نتواند امکان دسترسی به این مکان‌ها را فراهم آورد، باید فوراً تلاش معقول خود را جهت برآوردن خواسته‌های آژانس از مناطق مجاور یا از طریق روش‌های دیگر به کار بندد. این بند کشورها را ملزم به پذیرش تعهدی می‌نماید که مغایر با اصل حاکمیت ملی است و کشور متعهد ناچار است که به نفع یک سازمان بین‌المللی از اصل منافع ملی خود در این مورد صرف نظر نماید.
- ماده ۶ فعالیت‌های مجاز آژانس را در زمان دسترسی به مکان‌های مورد اشاره در ماده ۵ بیان می‌کند که این به‌طور کلی عبارت است از مشاهدات عینی، جمع‌آوری نمونه‌های محیطی، استفاده از دستگاه‌های آشکارسازی و اندازه‌گیری پرتوها و به‌کارگیری انواع مهر و موم و وسایل شناسایی و تشخیص دستکاری‌ها بررسی سوابق پادمانی مربوط به تولید و حمل.
- ماده ۷ در مورد دسترسی‌های کنترل شده بر طبق این پروتکل جهت پیشگیری از انتشار اطلاعات حساس رعایت مقررات ایمنی یا حفاظت فیزیکی یا حفظ اطلاعات حساس اختصاصی یا تجاری بحث می‌کند.
- ماده ۸ نیز در این پیمان از حساسیت خاصی برخوردار است زیرا تا حدودی به حق حاکمیت ملی کشور عضو خدشه وارد می‌سازد. در این ماده عنوان می‌شود که در هیچ‌یک از مفاد این پروتکل نباید موجب گردد که کشور عضو مکان‌هایی علاوه بر موارد اشاره شده در مواد ۵ و ۹، مورد درخواست برای انجام فعالیت‌های بازرسی در یک مکان خاص، را در دسترس آژانس قرار ندهد. آژانس باید بی‌درنگ برای انجام چنین درخواستی به هر تلاش منطقی دست بزند.
- ماده ۱۲ نیز مواردی است که کشور عضو را مجبور به پذیرفتن تعهداتی می‌کند که با اصل حاکمیت ملی کشورها در تضاد است. این ماده تصریح می‌کند که کشور عضو باید ظرف یک ماه از تاریخ دریافت یک درخواست، روادید مناسب با مجوز ورود و خروج مکرر یا روادید عبور را در صورت لزوم، در اختیار بازرس انتخابی و معرفی شده در درخواست، قرار دهد تا بازرس بتواند به منظور انجام وظایف خود وارد قلمرو کشور عضو شده و در آنجا بماند. هرگونه روادید مورد درخواست باید حداقل یک سال معتبر بوده و در صورت درخواست برای مدت انتصاب بازرس مورد نظر در کشور عضو تمدید شود.

### بازرسی‌های سرزده (NO-Notice Intspection)
این بازرسی‌ها شامل بازرسی‌هایی است که بدون اطلاع قبلی در مورد زمان فعالیت‌ها یا مکان‌های مورد بازرسی، در یک بازرسی انجام می‌شود. در عمل این موضوع، بدان معنی است که کشور و بهره‌بردار، زمانی از قصد بازرسان جهت انجام بازرسی مطلع می‌شوند که بازرسان آژانس به یک سایت وارد شده‌اند. این موضوع به‌طور مشخص مستلزم این است که کشور برای چنین بازرسی، ویزایی را از بازرسان درخواست نکنند یا ویزای ورود مکرر به آنان اعطا نماید.
- ماده 83 INFCIRC/۱۵۳ در زیر بندهای الف، ب، ج مواد مربوط به بازرسی‌های عادی غیرمعمول و ویژه را مطرح می‌کند.
- در ماده ۸۴ نیز به عنوان اقدام تکمیلی اشاره می‌کند که: «علیرغم مقررات ماده ۸۳، آژانس می‌تواند به عنوان یک اقدام تکمیلی، بخشی از بازرسی‌های معمولی پیرو ماده ۸۰ را بر طبق اصل نمونه‌برداری اتفاقی، سرزده انجام دهد.»

آژانس متعهد شده‌است که «هرگاه عملی باشد» و بر اساس برنامه‌کاری، باید به‌طور دوره‌ای برنامه کلی بازرسی‌های اعلام شده و اعلام نشده خود را با ذکر کلی زمان‌های پیش‌بینی شده جهت بازرسی‌ها را به دولت ایران اعلام کند.
ذکر واژه Whenever Practible نیز به‌طور کلی می‌تواند، تفاسیر مختلفی دربارهٔ امکان اعلام یا عدم اعلام به همراه داشته باشد.
دربارهٔ اماکنی که مرتبط با مواد هسته‌ای بوده ولی حاوی مواد هسته‌ای نیست نیز لزوم اخذ مجوزهای تکمیلی برای انجام وظیفه آژانس به منظور بازرسی‌های سرزده تعیین شده که در INFCIRC/153 پیش‌بینی شده‌است.
دسترسی به اماکن دیگر مورد نظر آژانس نیز باید موضوعی و با توافقات داوطلبانه با کشور عضو انجام شود که مفهوم بازرسی‌های بدون اطلاع به این اماکن مربوط نمی‌شود.